# روبرت فيلتون
روبرت فيلتون (بالإنجليزية: Robert Felton)‏ هو لاعب كرة قدم أمريكية أمريكي، ولد في 25 سبتمبر 1984.